# Pohár vítězů pohárů 1974/1975
Sezóna 1974/75 Poháru vítězů pohárů byla 15. ročníkem tohoto poháru. Vítězem se stal tým FK Dynamo Kyjev.

## První kolo
| Domácí v 1. zápase  | Celkem     | Hosté v 1. zápase     | 1. zápas | 2. zápas    |
| ------------------- | ---------- | --------------------- | -------- | ----------- |
| Dundee United FC    | 3–2        | SC Jiul Petroşani     | 3–0      | 0–2         |
| Bursaspor           | 4–2        | Finn Harps            | 4–2      | 0–0         |
| Eintracht Frankfurt | 5–2        | AS Monaco             | 3–0      | 2–2         |
| FK Dynamo Kyjev     | 2–0        | PFK CSKA Sofia        | 1–0      | 1–0         |
| Gwardia Varšava     | 3–3 (pen.) | Bologna               | 2–1      | 1–2         |
| PSV Eindhoven       | 14–1       | Ards FC               | 10–0     | 4–1         |
| Slavia Praha        | 1–1 (pen.) | FC Carl Zeiss Jena    | 1–0      | 0–1         |
| Benfica SL          | 8–1        | Vanløse               | 4–0      | 4–1         |
| Malmö FF            | 1–1 (pen.) | Sion                  | 1–0      | 0–1         |
| Sliema Wanderers    | 3–4        | Reipas Lahti          | 2–0      | 1–4         |
| Liverpool FC        | 12–0       | Strømsgodset          | 11–0     | 1–0         |
| Ferencváros         | 6–1        | Cardiff City          | 2–0      | 4–1         |
| Fram                | 0–8        | Real Madrid           | 0–2      | 0–6         |
| KSV Waregem         | 3–5        | Austria Wien          | 2–1      | 1–4         |
| Avenir Beggen       | kont.      | Enosis Neon Paralimni | –        | –           |
| PAOK                | 1–2        | FK Crvena zvezda      | 1–0      | 0–2(prodl.) |

Tým Enosis Neon Paralimni se vzdal účasti kvůli politické situaci na Kypru.

## Druhé kolo
| Domácí v 1. zápase  | Celkem  | Hosté v 1. zápase | 1. zápas | 2. zápas |
| ------------------- | ------- | ----------------- | -------- | -------- |
| Dundee United FC    | 0–1     | Bursaspor         | 0–0      | 0–1      |
| Eintracht Frankfurt | 3–5     | FK Dynamo Kyjev   | 2–3      | 1–2      |
| Gwardia Varšava     | 1–8     | PSV Eindhoven     | 1–5      | 0–3      |
| Carl Zeiss Jena     | 1–1 (v) | Benfica SL        | 1–1      | 0–0      |
| Malmö FF            | 3–1     | Reipas Lahti      | 3–1      | 0–0      |
| Liverpool FC        | 1–1 (v) | Ferencváros       | 1–1      | 0–0      |
| Real Madrid         | 5–2     | Austria Wien      | 3–0      | 2–2      |
| Avenir Beggen       | 2–11    | FK Crvena zvezda  | 1–6      | 1–5      |

## Čtvrtfinále
| Domácí v 1. zápase | Celkem    | Hosté v 1. zápase | 1. zápas | 2. zápas |
| ------------------ | --------- | ----------------- | -------- | -------- |
| Bursaspor          | 0–3       | FK Dynamo Kyjev   | 0–1      | 0–2      |
| PSV Eindhoven      | 2–1       | Benfica SL        | 0–0      | 2–1      |
| Malmö FF           | 2–4       | Ferencváros       | 1–3      | 1–1      |
| Real Madrid        | 2–2(pen.) | FK Crvena zvezda  | 2–0      | 0–2      |

## Semifinále
| Domácí v 1. zápase | Celkem | Hosté v 1. zápase | 1. zápas | 2. zápas |
| ------------------ | ------ | ----------------- | -------- | -------- |
| FK Dynamo Kyjev    | 4–2    | PSV Eindhoven     | 3–0      | 1–2      |
| Ferencváros        | 4–3    | FK Crvena zvezda  | 2–1      | 2–2      |

## Finále
| 14. května 1975                               |       |             |                                           |
| FK Dynamo Kyjev                               | 3 – 0 | Ferencváros | St. Jakob Stadium, Basilej diváci: 13 000 |
| Volodymyr Onyščenko 18', 39' Oleg Blochin 67' |       |             | St. Jakob Stadium, Basilej diváci: 13 000 |

## Vítěz
| Pohár vítězů pohárů 1974/75 FK Dynamo Kyjev Jevhen Rudakov, Mychajlo Fomenko, Anatolij Koňkov, Volodymyr Troškin, Viktor Matvijenko, Stefan Reško, Viktor Kolotov , Leonid Burjak, Volodymyr Onyščenko, Vladimir Muntjan, Oleg Blochin Trenér: Valerij Lobanovskyj |